# Hadenella pergentilis
Hadenella pergentilis är en fjärilsart som beskrevs av Augustus Radcliffe Grote 1883. Hadenella pergentilis ingår i släktet Hadenella och familjen nattflyn. Inga underarter finns listade i Catalogue of Life.